# Pragmatizam
Pragmatizam (iz starogrčkog pragma "djelovanje", "rad") označava filozofski stav koji smatra da su ideje dobre samo kao plan djelovanja i da imaju vrijednost prema učinku – ili prema koristi (kada ideja pomaže pri lakšem rješavanju problema i prilagodbi).
Kao školu razmišlanja u filozofiji, utemeljili su pragmatizam američki filozofi Charles Sanders Peirce (1838. – 1913.), i William James (1842. – 1910.); daljnjem razvitku je pridionio John Dewey (1859. – 1952.). Američki filozofski pragmatizam karakterizira stajalište da pitanja značenja jezičnih pojmova valja razriješiti razmatrajući praktične konzekvence ideja obuhvaćenih tim pojmovima; da o istinitosti ideja valja raspravljati uzimajući u obzir dokaze koji razjašnjavaju u kolikoj mjeri te ideje ispunjavaju važne ljudske ciljeve; da je raspravljanje o temeljnim pitanjima stvarnosti, znanja i slično od slabe koristi; da oštre razlike u pojmovima zapravo ne postoje u stvarnosti koju se pojmovima nastoji opisati; da nije moguće postići prosvjetljenje pomoću nekakvog a priori znanja; da je dobro sve ono što promovira razumni dijalog, propitivanje i dublje razumijevanje, a loše sve ono što takav dijalog onemogućuje.

## Vanjske poveznice
- Arhiva o pragmatizmu  Arhivirana inačica izvorne stranice od 25. rujna 2008. (Wayback Machine)
- Pragamatism Cybrary